# Mathias Müller
Pour les articles homonymes, voir Müller et Matthias Müller.
Mathias Müller est un joueur allemand de hockey sur gazon né le 3 avril 1992 à Hambourg.
Mathias Müller a joué pour Rot-Weiss Köln, remportant le titre de champion d'Allemagne en plein air avec l'équipe de Cologne en 2015 et 2016. En 2021, il a joué pour le Hamburger Polo Club.
Müller a remporté le tournoi de la Ligue mondiale avec l'équipe nationale en juin 2015, ce qui a permis à l'équipe allemande de se qualifier pour les Jeux olympiques de 2016.
En août 2015, il a fait partie de l'équipe qui n'a été battue qu'en finale par les Pays-Bas lors du championnat d'Europe 2015.
Il a remporté avec l'équipe d'Allemagne la médaille de bronze du tournoi masculin aux Jeux olympiques d'été de 2016 à Rio de Janeiro.
Lors de la Coupe du monde 2023 à Bhubaneswar, Müller a participé aux sept matchs, dont la finale contre la Belgique. L'Allemagne est devenue championne du monde au terme d'une séance de tirs au but.
Au total, Müller a disputé 128 matches internationaux jusqu'à présent. (état au 29 janvier 2023)

## Palmarès
- Jeux olympiques d'été de 2016 à Rio de Janeiro :  Médaille de bronze
- Champion du monde 2023 à Bhubaneswar (Inde)